# Silvia Abril
Silvia Abril (Mataró, 10 aprile 1971) è un'attrice spagnola.
È sposata con il comico Andreu Buenafuente.

## Filmografia parziale

### Cinema
- ¡Buen viaje, excelencia!, regia di Albert Boadella (2003)
- Spanish Movie, regia di Javier Ruiz Caldera (2009)
- Il commissario Torrente - Il braccio idiota della legge (Torrente 4), regia di Santiago Segura (2011)
- "Ghost Academy", regia di Javier Ruiz Caldera (2012)
- Anacleto: Agente secreto, regia di Javier Ruiz Caldera (2015)
- Vulcania, regia di José Skaf (2015)

### Televisione
- Homo Zapping (2003-2007)
- Las cerezas (2004-2005)
- 4 arreplegats (2005)
- Divinos (2006)
- La escobilla nacional (2010)
- Més dinamita (2010)
- La que se avecina (2008-2014)
- 39+1 (2014)
- ¡Ahora Caigo! [(2019-presente) sostituita]